# Cratocentrus maculicollis
Cratocentrus maculicollis is een vliesvleugelig insect uit de familie bronswespen (Chalcididae). De wetenschappelijke naam is voor het eerst geldig gepubliceerd in 1944 door Masi.